# Амирагов, Слава Львович
Сла́ва Льво́вич Амира́гов (24 марта 1926, Минск — 3 сентября 1990) — советский гребец, серебряный призёр Олимпийских игр. Заслуженный мастер спорта СССР (1954).

## Карьера
На Олимпиаде в Хельсинки Слава в составе восьмёрки выиграл серебряную медаль. На Олимпийских играх 1956 года Амирагов в соревнованиях восьмёрок не смог выйти в финал.